# Дубока (Чаглин)
Дубока је насељено место у општини Чаглин, у Славонији, Република Хрватска.

## Историја
До територијалне реорганизације у Хрватској насеље се налазило у саставу бивше велике општине Славонска Пожега.

## Становништво
Насеље је према попису становништва из 2011. године имало 64 становника.
| Националност       | 1991.        |
| Срби               | 117 (90,00%) |
| Југословени        | 5 (3,84%)    |
| Хрвати             | 2 (1,53%)    |
| остали и непознато | 6 (4,61%)    |
| Укупно             | 130          |